# Partido judicial de Zafra
El Partido Judicial de Zafra, dependiente de la Audiencia Provincial de Badajoz, es el partido judicial n.º 7 de la provincia de Badajoz y uno de los catorce partidos judiciales tradicionales de la provincia de Badajoz, en la comunidad autónoma de Extremadura (España). Está constituido por 18 municipios:
- Alconera
- Atalaya
- Bienvenida
- Burguillos del Cerro
- Calera de León
- Calzadilla de los Barros
- Feria
- Fuente de Cantos
- La Lapa
- Medina de las Torres
- Monesterio
- Montemolín
- La Morera
- La Parra
- Puebla de Sancho Pérez
- Los Santos de Maimona
- Valencia del Ventoso
- Zafra